# 灾难日
灾难日（阿拉伯語：يوم النكبة Yawm an-Nakba），又稱浩劫日，為巴勒斯坦紀念日，時間為每年的5月15日，因几十万巴勒斯坦人于1948年5月14日以色列独立后，被犹太人赶出家园之故。5月15日同時也是以色列國慶日，或称作独立日（希伯来语：יום העצמאות）的後一天。
亞西爾·阿拉法特於 1998 年正式宣布這一日子，但早在 1949 年以來，這一日期就已被非正式地用於抗議活動。

## 制定意義
在1948年巴勒斯坦戰爭期間，約有700,000名巴勒斯坦人流離失所。數以百計的巴勒斯坦村莊被摧毀。

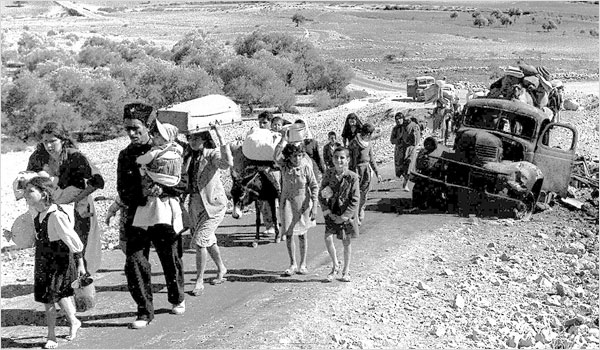
1948年的巴勒斯坦難民

至今，這些難民的後裔已達數以百萬計，而這些難民後裔一直將1948年的流離事件稱作「災難日」。
災難日的原文為「Nakba」，意為「災難」。在巴勒斯坦民族主義者定義此節日之前，阿拉伯人所稱的「災難年」是指1920年，即列強瓜分鄂圖曼帝國的那年。最早利用「Nakba」這個語詞的是敘利亞作家康斯坦丁·茲瑞克，他在1956年的英文著作《「Nakba」的意義》（Macnā an-Nakba）中提到。
一開始，「Nakba」這個字在巴勒斯坦並不普遍。即是1948年後許多年，黎巴嫩的巴勒斯坦難民仍然拒絕使用這個字，因為他們堅信他們會回去巴勒斯坦，並以「回歸者」自稱。到了1950年代和1960年代，描述那次事件的語詞包括「al-'ightiṣāb」（強姦），或是更暗喻性的語詞「al-'aḥdāth」（那次事件）、「al-hijra」（那次流離），以及「lammā sharnā wa-tla'nā」（我們黔面而去那天）
1970年代，黎巴嫩的巴勒斯坦解放組織並不傾向宣傳大離散等待有負面色彩故事，比較喜歡革命等積極主題。

## 外部連結
- （英文）In pictures: 'Catastrophe Day' protests （页面存档备份，存于）, BBC News
- （英文）nakba - Daily news and struggles from the Palestinian territory （页面存档备份，存于）, Nakba news